# Cotonificio Ligure
Il Cotonificio Ligure è stata un'azienda tessile per la lavorazione del cotone esistente dal 1875 al 1986.

## Storia
Nel 1869 nacque a Rossiglione una filatura di cotone con fabbrica di tessuti che dava lavoro a 200 persone. Nel 1875 il cavaliere Ambrogio Figari costruì il cotonificio a Rossiglione, nel 1879 la marchesa Durazzo Pallavicini spostò lo stabilimento, che rimase sempre a Rossiglione, nel 1884 parte dello stabilimento fu distrutto a causa dell'autocombustione. Alla fine dell'Ottocento la ditta Figari cambiò nome in Società Anonima e poi definitivamente in Cotonificio Ligure e vennero aggiunti altri cotonifici dislocati nelle vallate limitrofe e a Genova. Gli operai così emigrarono o andarono a lavorare nelle vicinanze. Il cotonificio fu riscostruito e nuovamente distrutto da un incendio nel 1900 e venne riedificato più grande.
Nel 1904 nello stabilimento di Rossiglione vi furono scioperi per il salario. Nel 1914 morì nell'anno cruciale per la fabbrica, infatti si passò dalla produzione civile alla produzione militare di divise destinate all'Esercito Italiano. Col Biennio Rosso ci furono tensioni tra dirigenti e operai, poi represse dal fascismo. Nel 1930 fu chiuso lo stabilimento di Masone. Dal 1936 la produzione, poiché si era durante l'autarchia, fu convertita in una nuova fibra il lanital sempre per l'Esercito Italiano. Nel 1937 fu chiuso lo stabilimento di Vignole Borbera.
Nel 1942 furono realizzate centrali idroelettriche per i diversi stabilimenti. Durante la seconda guerra mondiale il cotonificio fu duramente bombardato, nel 1944 e nel 1945. La produzione ricominciò nel 1946, negli anni '50 vi fu uno sciopero nello stabilimento di Rossiglione, negli anni a seguire vi fu una forte espansione a causa del boom economico. Già nel 1961 il numero dei dipendenti venne leggermente diminuito e cominciò la lunga crisi che portò a ridurre i dipendenti, nel 1977 i dipendenti arrivarono a essere 1/10 di quelli degli anni '50 e vennero tutti messi in cassa integrazione. A fine del 1981 il Cotonifico Ligure venne liquidato e nel 1986 venne venduto all'asta dopo più di un secolo di attiviità.

## Stabilimenti nel 1920
Sede:Genova - via Cairoli, 2
- Forno (MS)
- Rivarolo Ligure (GE)
- Cornigliano Ligure (GE)
- Masone (GE)
- Rossiglione (GE)
- Vignole Borbera (AL)
- Varazze (SV)

## Operai
| Anno | Operai |
| ---- | ------ |
| 1881 | 650    |
| 1955 | 1.265  |
| 1961 | 1.122  |
| 1967 | 670    |
| 1981 | 164    |
| 1986 | 4      |

## Stipendio nel 1907
| Uomini  | Donne   | Ragazzi |
| ------- | ------- | ------- |
| 2,70 L. | 1,40 L. | 1,20 L. |

Le ore di lavoro erano 11 al giorno.